# 쏘이
쏘이(베트남어: xôi)는 찹쌀을 쪄 만든 베트남 요리이다. 크게 달콤한 쏘이 응옷(xôi ngọt) 종류와 짭조름한 쏘이 만(xôi mặn) 종류로 나눌 수 있다. 주로 디저트로 먹지만, 고산지대에서는 주요리로 먹기도 한다. 베트남 전역에서 아침밥이나 간식으로도 즐겨 먹는다.

## 종류

### 쏘이 응옷
쏘이 응옷(xôi ngọt)은 달콤한 쏘이이다.
- 쏘이 걱(xôi gấc) – 걱 쏘이
- 쏘이 더우싸인(xôi đậu xanh) – 녹두 쏘이
- 쏘이 라껌(xôi lá cẩm) – 마젠타 쏘이
- 쏘이 라즈어(xôi lá dứa) – 판단 쏘이
- 쏘이 루어(xôi lúa) – 찰옥수수 쏘이
- 쏘이 서우리엥(xôi sầu riêng) – 두리안 쏘이
- 쏘이 쏘아이(xôi xoài) – 망고 쏘이
- 쏘이 응우삭(xôi ngũ sắc) – 오색 쏘이[1]
- 쏘이 터치아웃 (xôi lạc) - 소이 터치아웃[2]

### 쏘이 만
쏘이 만(xôi mặn)은 짭조름한 쏘이이다.
- 쏘이 가(xôi gà) – 닭고기 쏘이[3]
- 쏘이 까(xôi cá) – 틸라피아 쏘이
- 쏘이 산(xôi sắn) – 카사바 쏘이
- 쏘이 쿡(xôi khúc) – 떡쑥 쏘이

## 사진 갤러리

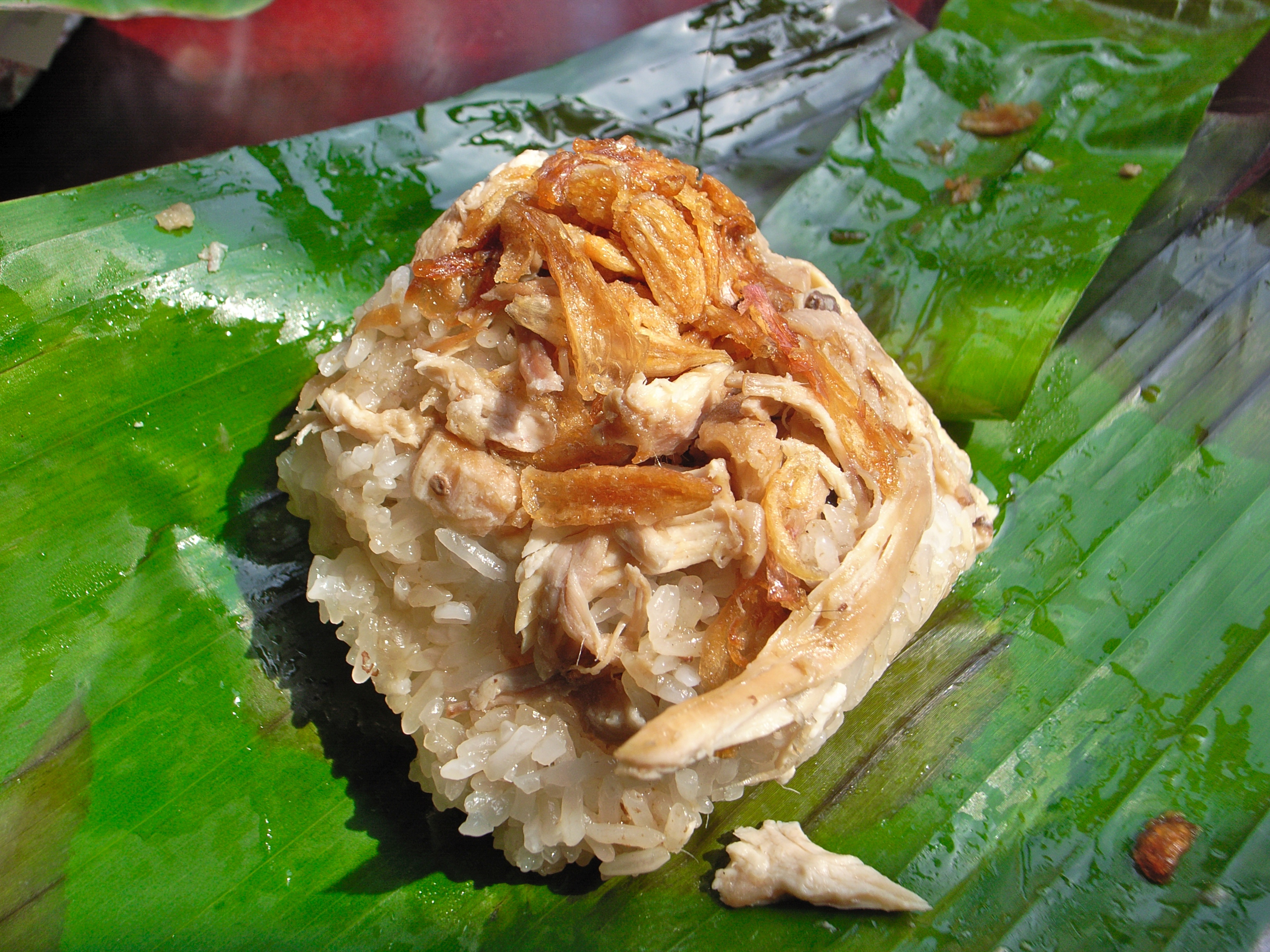
쏘이 가
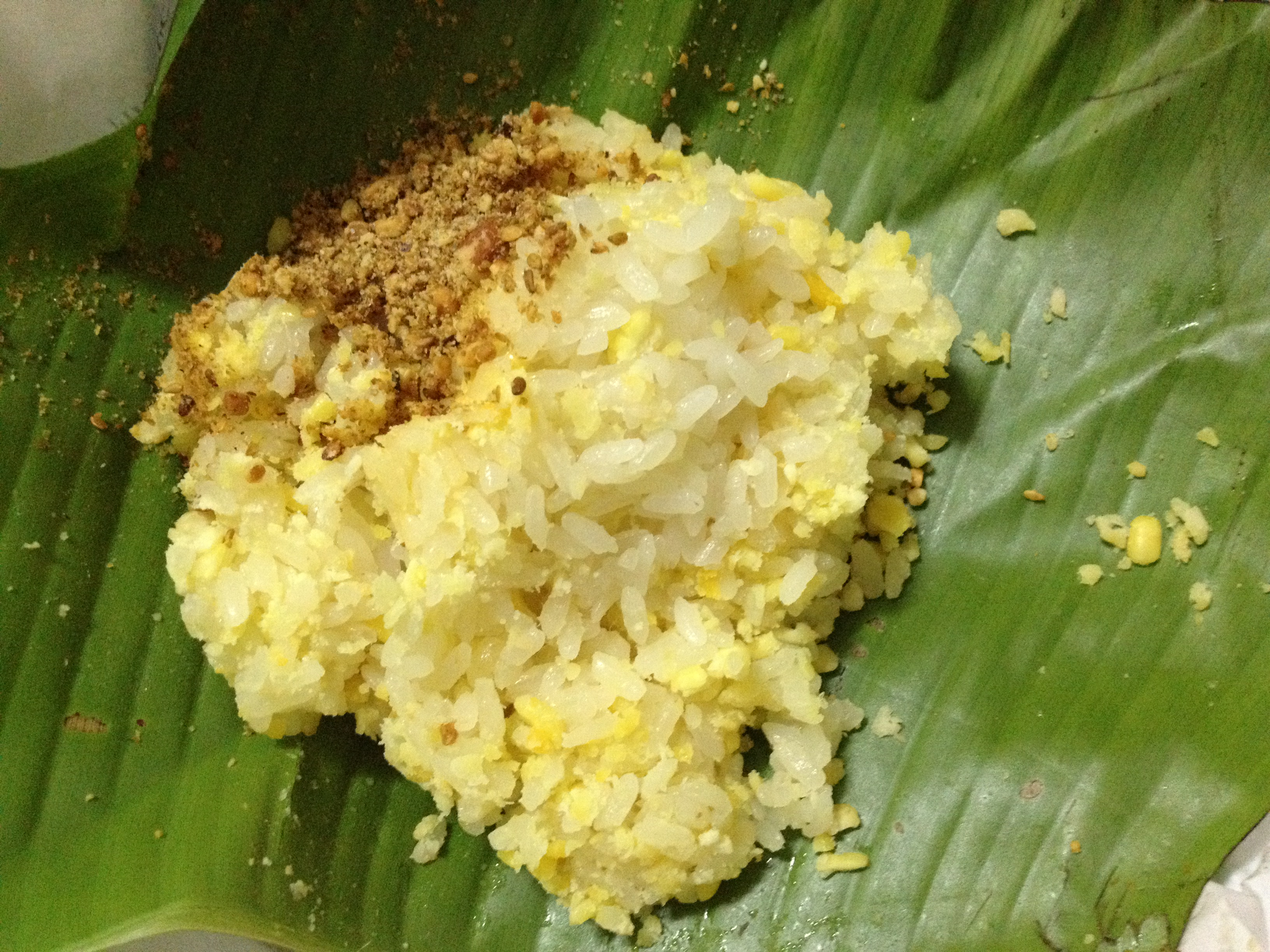
쏘이 더우싸인
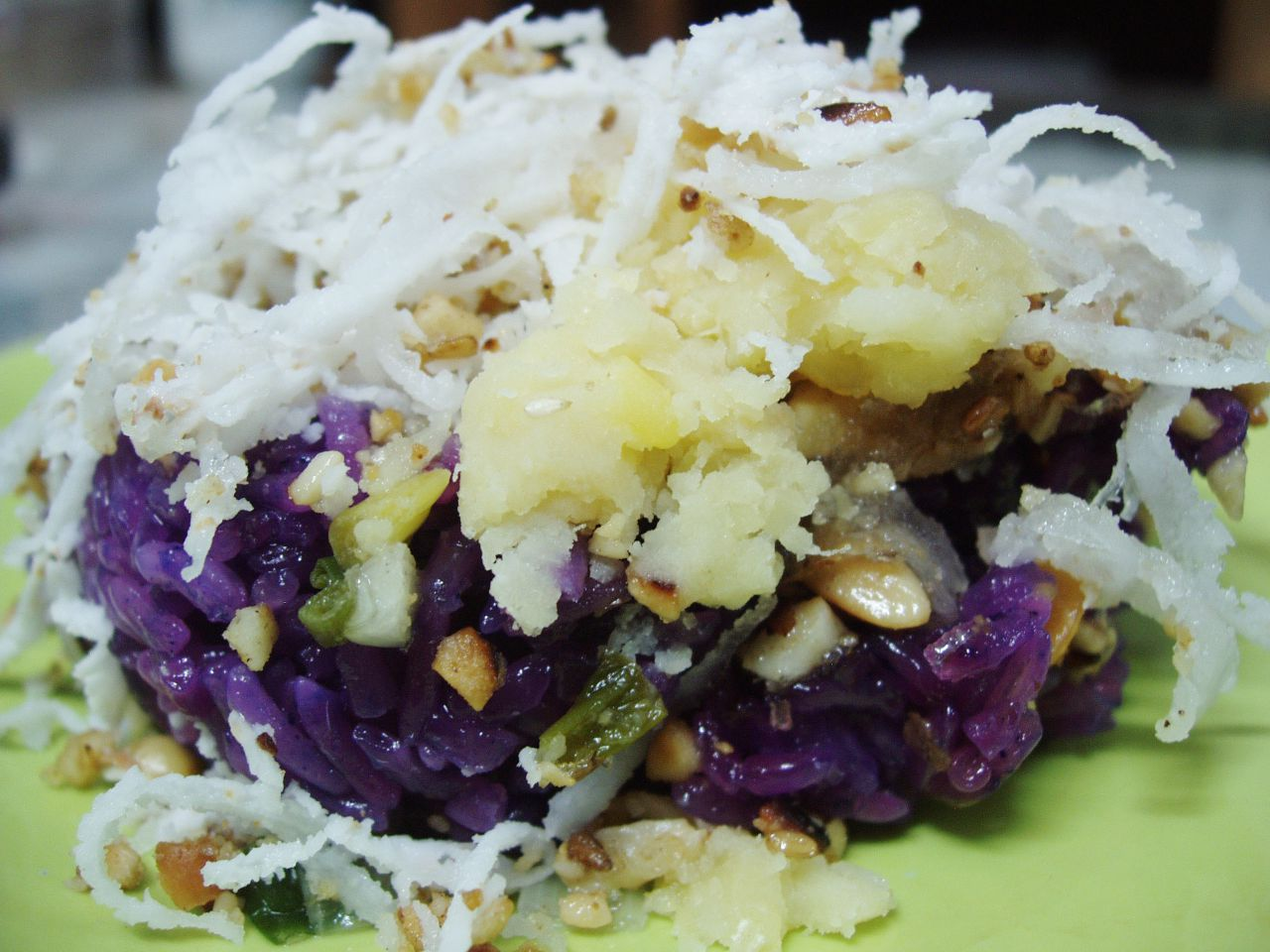
쏘이 라껌
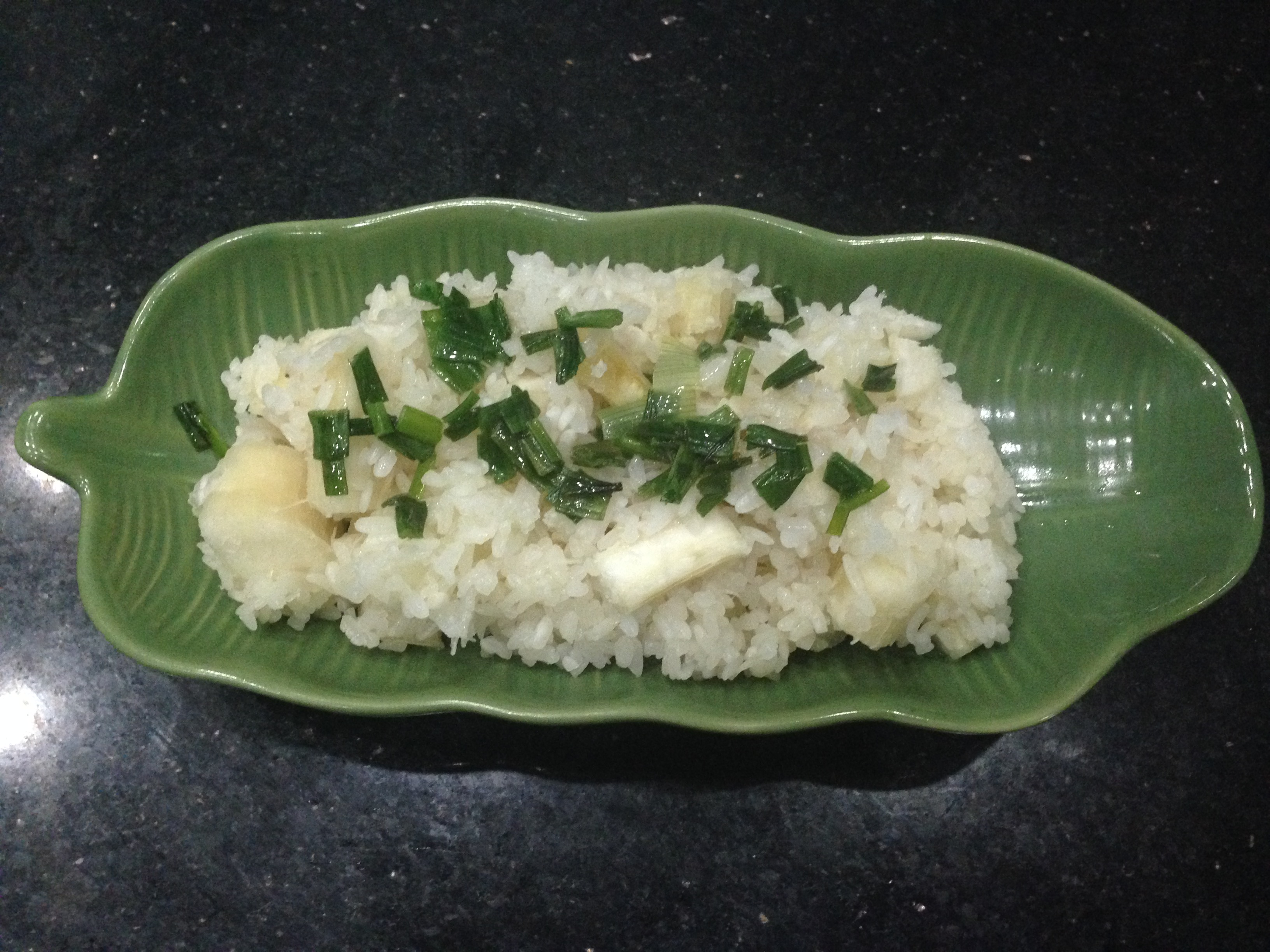
쏘이 산
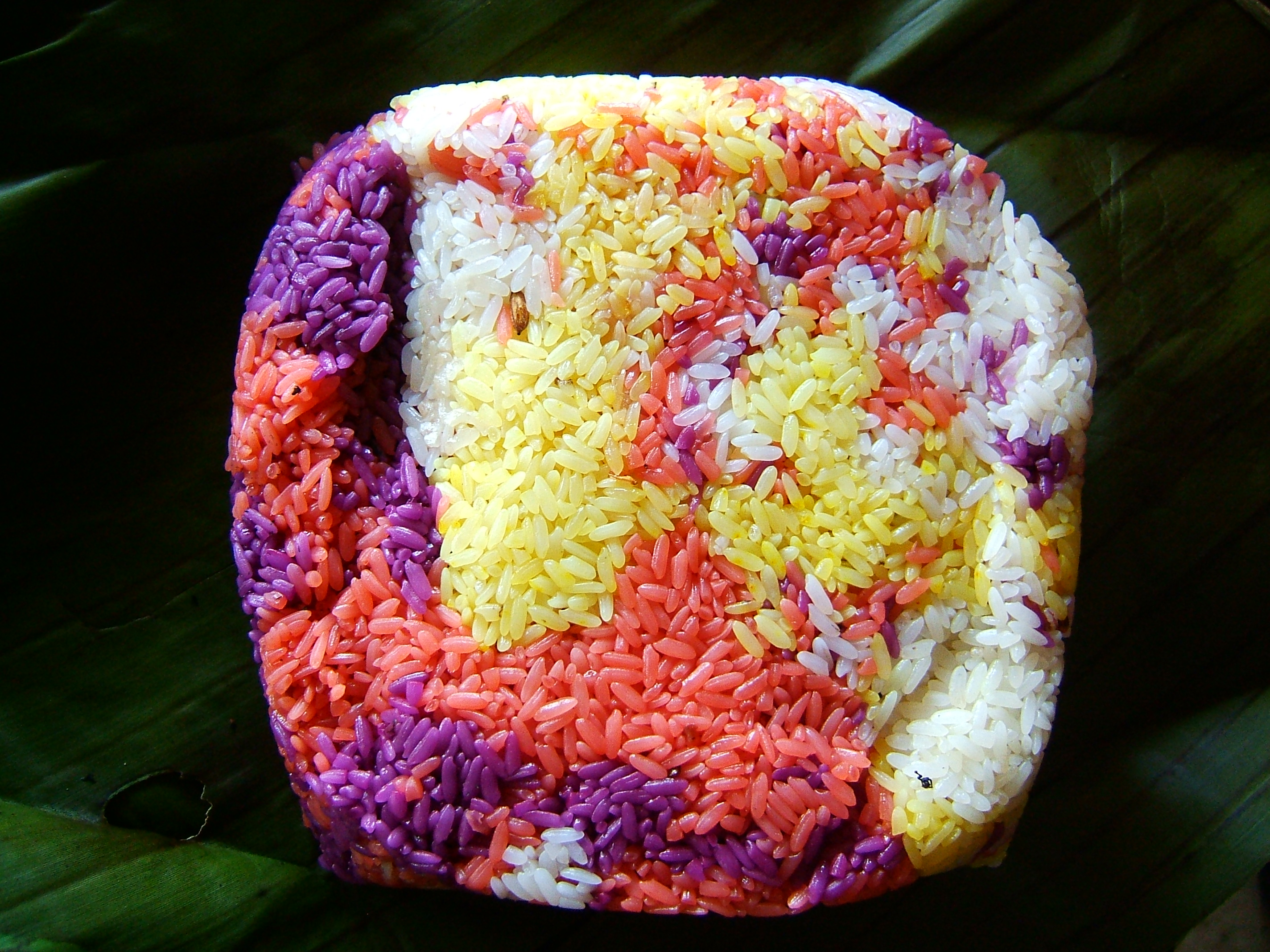
쏘이 응우삭
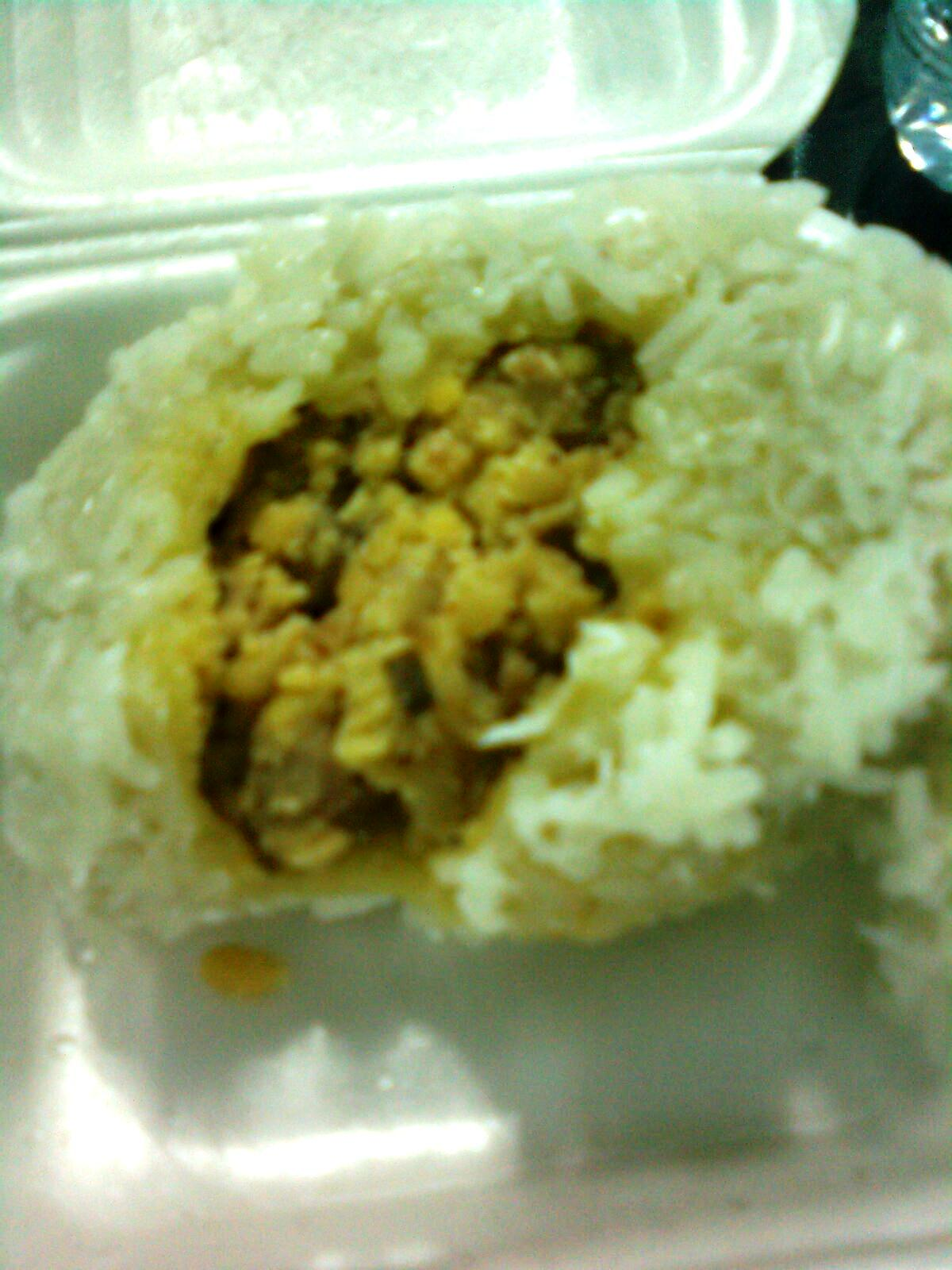
쏘이 쿡

## 같이 보기
- 주먹밥
- 카오 니아오 마무앙